# Can Mir (Vidreres)
Can Mir és una casa de Vidreres (Selva) inclosa a l'Inventari del Patrimoni Arquitectònic de Catalunya.

## Descripció
Edifici entre mitgeres de dues plantes i coberta de dues aigües a façana. Els emmarcaments de les obertures són tots de pedra i la façana és de pedra vista. De les dues finestres del primer pis destaquen les motllures dels ampits i de la porta i la finestra de la planta baixa destaca la porta de fusta i la llinda inscrita amb la data 1805 i el nom "ANDrEU SAGrEra".

## Història
En un roc de la paret, a l'altura del primer pis, a tocar d'una de les finestres, hi ha inscrita la data de 1783. Actualment és una segona residència. Durant el segle XX es va treure l'arrebossat.